# The White River Kid
Pour plus de détails, voir Fiche technique et Distribution.
The White River Kid est un film américain réalisé par Arne Glimcher en 1999 au cinéma.

## Synopsis
Frère Edgar, petit escroc qui vend des chaussettes soi-disant pour les bonnes œuvres, est assisté de Morales Pittman, un clandestin. Un jour, agressé par le Kid de la White River, il s'attache à lui, et c'est le départ d'une pérégrination jusque chez les parents de la petite amie du Kid. Le tout sur fond d'élections, de fêtes locales et de racket en Arkansas.

## Fiche technique
- Durée : 95 minutes
- Pays :  États-Unis
- Langue : anglais (un peu de français, d'espagnol et même d'italien dans la bouche d'Antonio Banderas)
- Couleur
- Classification : USA : R (violence et grossièreté)

## Distribution
- Bob Hoskins (VF : Christian Pelissier) : Frère Edgar
- Antonio Banderas (VF : Pierre-François Pistorio) : Morales Pittman
- Wes Bentley : White River Kid
- Ellen Barkin : Eva Nell La Fangroy
- Kim Dickens : Apple Lisa Weed
- Randy Travis : Shérif Becker
- Beau Bridges : le père d'Apple Lisa